# William Lewis (Physikochemiker)
William Cudmore McCullagh Lewis, häufig zitiert als William C. McC. Lewis (* 29. Juni 1885 in Belfast; † 11. Februar 1956 in Malvern), war ein britischer Chemiker (Physikalische Chemie). Er war Professor an der University of Liverpool.

## Leben und Wirken
Lewis studierte Physik und Chemie in Belfast (Royal University of Ireland) mit dem Master-Abschluss 1906 und wurde 1908 an der Universität Liverpool bei Frederick George Donnan promoviert. Anschließend war er ein Jahr mit einem Stipendium als Postdoktorand bei Georg Bredig an der Universität Heidelberg. 1913 wurde er Brunner Professor für Physikalische Chemie in Liverpool. 
1918 entwickelte er die Stoßtheorie chemischer Reaktionen unabhängig von Max Trautz in Deutschland, der diese 1916 veröffentlichte, wovon Lewis aber aufgrund des Ersten Weltkriegs nichts wusste.
1926 wurde er Fellow der Royal Society und erhielt einen D.Sc. in Liverpool.
Ab 1937 war er Grant-Brunner Professor für Anorganische und Physikalische Chemie. 1948 wurde er emeritiert.
Er war verheiratet und hatte einen Sohn Ian, der Physiker wurde.

## Schriften
- A system of physical chemistry, 3 Bände, Longmans, Green 1923 bis 1925, Band 3, Archive